# Cavendish Astrophysics Group
Cavendish Astrophysics Group (Cambridge Radio Astronomy Group) – grupa badawcza z Laboratorium Cavendisha na Uniwersytecie w Cambridge. Obsługuje ona niemal wszystkie teleskopy należące Mullard Radio Astronomy Observatory (z wyjątkiem 32-metrowego teleskopu MERLIN obsługiwanego przez Obserwatorium Jodrell Bank). Jest to drugi co do wielkości spośród wydziałów astronomicznych Uniwersytetu w Cambridge. Grupa ma na koncie kilka katalogów radioźródeł.

## Sławni członkowie
- Sir Martin Ryle, 1918–1984, laureat Nagrody Nobla w dziedzinie fizyki, założyciel grupy
- Antony Hewish, laureat Nagrody Nobla w dziedzinie Fizyki, projektant teleskopu, za pomocą którego odkryto pierwsze pulsary
- Jocelyn Bell Burnell – jako pierwsza zarejestrowała sygnały pulsara
- John Evan Baldwin
- Francis Graham Smith